# Данква, Блессинг
Блессинг Асуман Данква (швед. Blessing Asumang Dankwah; род. 11 мая 2006, Гана) — ганский футболист, нападающий «Аккра Лайонс», выступающий на правах аренды за шведский «Эребру».

## Клубная карьера
На юношеском уровне выступал за ганские «ВИМ Спортинг Клаб» и «Аккра Лайонс». С последними в январе 2024 года подписал первый профессиональный контракт. В её составе дебютировал в чемпионате Ганы 3 марта 2024 года в игре с «Легон Ситис», появившись на поле в стартовом составе. За 2024 год принял участие в 31 матче, в которых забил пять мячей и отдал две голевые передачи.
В феврале 2025 года на правах аренды до конца года перешёл в шведский «Эребру». Соглашение предполагало также возможность выкупа. Первую игру за новый клуб провёл 2 марта в поединке группового этапа кубка страны против «Карлберга», появившись на поле на 77-й минуте. 7 апреля того же года дебютировал за «Эребру» в Суперэттане в матче с «Варбергом».

## Карьера в сборной
Выступал за сборные Ганы до 17 и до 20 лет.

## Клубная статистика
| Выступление      | Выступление      | Выступление      | Лига | Лига | Кубки | Кубки | Конт. кубки | Конт. кубки | Итого | Итого |
| Клуб             | Лига             | Сезон            | Игры | Голы | Игры  | Голы  | Игры        | Голы        | Игры  | Голы  |
| ---------------- | ---------------- | ---------------- | ---- | ---- | ----- | ----- | ----------- | ----------- | ----- | ----- |
| Аккра Лайонс     | Премьер-лига     | 2023/24          | 16   | 4    | 0     | 0     | 0           | 0           | 16    | 4     |
| Аккра Лайонс     | Премьер-лига     | 2024/25          | 15   | 1    | 0     | 0     | 0           | 0           | 15    | 1     |
| Аккра Лайонс     | Итого            | Итого            | 31   | 5    | 0     | 0     | 0           | 0           | 31    | 5     |
| Эребру           | Суперэттан       | 2025             | 5    | 0    | 1     | 0     | 0           | 0           | 6     | 0     |
| Эребру           | Итого            | Итого            | 5    | 0    | 1     | 0     | 0           | 0           | 6     | 0     |
| Всего за карьеру | Всего за карьеру | Всего за карьеру | 36   | 5    | 1     | 0     | 0           | 0           | 37    | 5     |